# Experience & Education
Experience & Education - studyjny album amerykańskiego rapera Sadata X członka Brand Nubian, wydany w październiku 2005 roku nakładem wytwórni Female Fun Music.

## Lista utworów
Opracowano na podstawie źródła.
| #  | Tytuł                         | Producent          | Wykonanie                   |
| -- | ----------------------------- | ------------------ | --------------------------- |
| 1  | "God Is Back"                 | DJ Spinna          | Sadat X                     |
| 2  | "What Did I Do?"              | Kleph Dollaz       | Sadat X                     |
| 3  | "The Daily News"              | Kleph Dollaz       | Sadat X                     |
| 4  | "Back To New York"            | Vin The Chin       | Sadat X, Agallah            |
| 5  | "Come On Down (Remix)"        | The P Brothers     | Sadat X, Money Boss Players |
| 6  | "The Great Diamond D"         | Diamond D          | Sadat X, Sean Price, Rock   |
| 7  | "Interlude"                   | Ben Gebhardt       | *Interlude*                 |
| 8  | "(Experience) Why Don't You?" | Madsol-Desar       | Sadat X, Edo G              |
| 9  | "Help Yourself"               | Kleph Dollaz       | Sadat X                     |
| 10 | "Have A Good Life"            | Sha Boogie         | Sadat X                     |
| 11 | "Creep"                       | A Kid Called Roots | Sadat X, Gina Vegas         |
| 12 | "Ge-ology Beat"               | Ge-ology           | Sadat X, Gina Vegas         |
| 13 | "Shout"                       | The P Brothers     | Sadat X, Agallah            |
| 14 | "Stack Up"                    | The P Brothers     | Sadat X, Agallah            |
| 15 | "Shine"                       | Minnesota          | Sadat X, Money Boss Players |
| 16 | "Outro (NY Fanfare)"          | The P Brothers     | *Interlude*                 |